# Bouchra Ghezielle
Bouchra Ghézielle, nhũ danh Ben Thami (tiếng Ả Rập: بُشرا غزال; sinh ngày 19 tháng 5 năm 1979), là một vận động viên điền kinh người Ma-rốc - Pháp, hiện tại thi đấu cho Pháp. Cô thi đấu chủ yếu ở cự ly 1500 m nhưng cũng ở cự ly 800 m và 3000 m.
Sinh ra ở Khemisset, cô đã thi đấu tại Thế vận hội Olympic 2004 cho Maroc. Cô đã giành được huy chương đồng tại Giải vô địch châu Phi năm 1998, Giải vô địch thế giới thiếu niên năm 1998 và Giải vô địch thế giới năm 2005, và đứng thứ tư tại Chung kết điền kinh thế giới năm 2005.
Năm 2008, cô bị kết tội doping rh-EPO. Mẫu được gửi vào ngày 9 tháng 2 năm 2008 trong một cuộc kiểm tra ngoài cuộc thi tại Franconville. Cô đã bị đình chỉ từ tháng 5 năm 2008 đến tháng 5 năm 2012.

## Thành tích cá nhân tốt nhất
Đây là danh sách thời gian cá nhân tốt nhất của cô ấy:
- 800 mét - 2: 00,29 phút (2005)
- 1500 mét - 4: 01,28 phút (2005)
- 3000 mét - 8: 35,41 phút (2005)
- 5000 mét - 15: 12,17 phút (2006)